# Изнасилование
Изнаси́лование — вид сексуального насилия, как правило, подразумевающий совершение полового акта одним или несколькими людьми с другим человеком без согласия последнего. Изнасилование является одним из половых преступлений, точное определение которого различно в законодательствах различных государств. Обычно изнасилованием признают половой акт, совершённый с жертвой, находящейся в беспомощном состоянии (бессознательное состояние, сильное алкогольное опьянение, психическое расстройство, малолетний возраст, физическая слабость), с использованием физического насилия или угрозы его применения, психологического давления, экономической, психологической или иной зависимости жертвы.

## Уголовное преследование за изнасилование

### История вопроса
В древнем праве на изнасилование смотрели как на вид насилия над личностью вообще, и даже позднейшее римское право подводило его лишь под понятие vis (то есть просто физическое насилие, безотносительно к сексуальному характеру действий преступника), и не предусматривало его в известном Lex Julia de adulteriis, посвящённом половым преступлениям (stuprum) вообще. Только в новом праве момент посягательства на целомудрие выдвигается на первый план, момент же насилия играет второстепенную роль.
Во времена ветхозаветного права у евреев при изнасиловании женщина не каралась смертной казнью, если это было в поле и «отроковица обручённая кричала, но некому было спасти её», тогда побивали камнями только насильника. Если она же не кричала или это было в городе, где кто-нибудь должен был услышать её крики, то это было уже не изнасилованием, а блудом, что наказывалось смертью обоих. В городе в те времена едва ли могли не услышать, если она кричала. Если же жертвой изнасилования являлась необрученная девица, то мужчина, сделавший это, должен был заплатить её отцу 50 сиклей серебра и взять её себе в жены, и не имел права на развод, ибо другой её уже едва ли взял бы опороченную. То есть в противном случае она оказалась бы на всю жизнь социально незащищённой. Данная норма применялась и в православном каноническом праве.
В русском и иностранном законодательстве XIX — начала XX века важнейшим признаком изнасилования уже стало не насилие как таковое, а отсутствие согласия на половой акт со стороны потерпевшей. Изнасилование поэтому делилось на два вида: на совокупление без согласия женщины, но и без употребления насилия (Stuprum nec violentum, nec voluntarium), и на совокупление против воли женщины, при помощи физического или нравственного насилия над нею (Stuprum violentum).
К первому виду было отнесено:
- растление малолетней (по уложению о наказаниях — не достигшей 14-летнего возраста, а в Закавказье — 13-летнего), без насилия, но с употреблением во зло её невинности и неведения;
- совокупление с женщиной, находящейся в таком состоянии, при котором она не могла защищаться, если это состояние не вызвано для цели совокупления самим виновным. К этому виду относили случаи совокупления с женщиной, находящейся в бессознательном состоянии, например, в состоянии сна, сильного опьянения, сумасшедшей, и т. п. Русское право не предусматривало таких случаев непосредственно, но судебная практика признавала их изнасилованием. Такой же взгляд был характерен для французской судебной практики. Германское уложение (§ 176, п. 2), голландское (ст. 2 43) и бельгийский Code pénal предусматривали такие случаи специально, хотя и считали их менее тяжким видом изнасилования и определяли для них меньшее наказание;
- совокупление без насилия, но при помощи обмана. Многие законодательства предусматривали и этот случай отдельно. Русское Уложение о наказаниях и французский кодекс не предусматривали его, но в судебной практике они подводились под понятие изнасилования.

Ко второму виду, — изнасилование в узком смысле, — относили случаи совершения полового акта с женщиной, над которой для этой цели были совершены насильственные действия, устранявшие её сопротивление.
В старом праве семейное положение подвергшейся насилию женщины считалось существенным обстоятельством — за изнасилование замужней женщины наказывали строже.
В некоторых законодательствах конкретизировалось и понятие насилия, наличность которого обусловливает квалификацию деяния в качестве изнасилования. Русское Уложение конца XIX века, по примеру французского кодекса, оставляло определение его судебной практике, что сохранилось и по сей день. В более ранних законодательствах указывались особые условия, наличие которых требовалось для предъявления обвинения в изнасиловании, — условия доказательственного, процессуального свойства. Так, например, Воинский устав Петра I (арт. 166) и толкование его требовали доказательств того, что жертва кричала и призывала на помощь, или чтобы насильственные действия оставили следы на теле изнасилованной и т. п. Как объясняет толкование арт. 166, эти условия необходимы для того, чтобы не дать «скверным женщинам, когда в своих скверностях иногда многие скверности учинять» обвинять людей в том, что «насильством чести своей лишены и насильствованы».
Свод уголовных законов (ст. 789 по изн. 1842 года) содержал постановление, что при суждении об изнасиловании уголовный суд должен считать изнасилование доказанным «не иначе, как:
- по точному удостоверению в действительности насилия;
- когда свидетели будут, что изнасилованная криком своим призывала на помощь посторонних;
- когда у ней или у обвиняемого, или у обоих окажутся кровавые знаки, синие пятна или изорванное платье;
- когда объявление о том будет подано сейчас или до истечения дня».

В уложение 1845 года это правило не включено, но осталось в процессуальных законах и только позже, при отмене формальной силы доказательств, утратило силу.
По действующему на конец XIX века Уложению за изнасилование виновный подвергался каторжным работам сроком от 4 до 8 лет (ст. 1525 Уложения о наказаниях); наказание усиливалось, если изнасилованная была замужем; если для совершения изнасилования она была обманом или силой уведена или увезена; если изнасилование сопровождалось побоями или истязаниями; если оно было совершено опекуном, попечителем, наставником, начальником или врачом, лечившим потерпевшую, или же служителем самой потерпевшей, или её родителей; если для изнасилования жертва приведена в беспамятство; если жизни потерпевшей угрожала опасность; если изнасилование было сопряжено с растлением (ст. 1526 и 1528).
При формировании норм права в отношении изнасилования долгое время дискутировался вопрос, может ли в принципе взрослая, находящаяся в полной памяти и способная к сопротивлению женщина быть изнасилована одним мужчиной (то есть не является ли факт несопротивления жертвы косвенным добровольным согласием на половой акт). Многие старые судебные медики указывали на то, что если женщина даже осилена, то всё же она малейшим движением тела, особенно таза, может воспрепятствовать совокуплению. В качестве возражения говорилось, что при обсуждении каждого конкретного случая необходимо принимать во внимание относительные силы потерпевшей и обвиняемого, а равно возможность, что даже и не очень слабая женщина после энергичного сопротивления может под конец выбиться из сил, и что, помимо насилия, боль, вызванная борьбой в связи с психическими влияниями, страхом, опасением за свою жизнь и т. п. могут сломить всякое дальнейшее сопротивление. После введения в право положений, по которым и угрозы, и использование зависимого положения женщины стали равнозначны физическому насилию, этот вопрос потерял актуальность.
Неоднократно пациентки, подвергшиеся действию хлороформа или иного наркоза, обвиняли (без каких-либо оснований) врачей в изнасиловании. В основе таких жалоб могут лежать иллюзии и галлюцинации, которые, возникая под влиянием наркоза, превращаются по пробуждении во вполне сознательные представления, порождающие в обвинительнице полную уверенность в том, что над ней действительно было совершено насилие.
В истории войн с древнейших времён и до наших дней засвидетельствованы многочисленные случаи массового насилия в отношении женщин побеждённых со стороны воинов-победителей или просто оккупантов. В отличие от мужчин, которым в случае гибели или увечья на войне ставились памятники и назначались пенсии ещё со времён Римской империи, жертвы и страдания женщин стали предметом внимания лишь в конце XX века.
В этой связи Совет Безопасности ООН классифицирует изнасилование как средство ведения военных действий.
В большинстве современных законодательств изнасилование признаётся одним из тяжких или особо тяжких видов преступлений.

### В современном праве Российской Федерации
Зачастую все недобровольные сексуальные отношения именуются термином «изнасилование». В законодательстве многих стран под изнасилование подпадают принуждение к половой близости не только мужчиной женщины, но и женщиной мужчины, женщиной женщины, а также мужчиной мужчины. Российское право подобные действия рассматривает как несколько разных преступлений.
Под изнасилованием Уголовный кодекс Российской Федерации понимает половое сношение с применением насилия или с угрозой его применения к потерпевшей или к другим лицам либо с использованием беспомощного состояния потерпевшей, совершённое мужчиной в отношении женщины, естественным путём (статья 131 Уголовного кодекса). Непосредственный объект преступления: половая свобода, свобода выбора партнёра женщиной. Обязательный признак состава: насилие или угроза его совершения, либо беспомощное состояние потерпевшей.
Прочие сексуальные преступления с применением насилия квалифицируются как «насильственные действия сексуального характера» (статья 132 Уголовного кодекса). При этом насилие (или его угроза) может применяться как к потерпевшему (потерпевшей), так и к другим лицам.
Статьи 131 и 132 предусматривают совершенно одинаковые наказания. Однако из-за такого разделения составов преступлений мужчина, совершивший в отношении одной и той же женщины два насильственных половых акта в ходе одного эпизода — один вагинальный, а второй анальный или оральный, — будет привлечён к ответственности за совершение двух преступлений по совокупности статей 131 и 132.
От изнасилования и насильственных действий сексуального характера отличается «понуждение к действиям сексуального характера» (статья 133 Уголовного кодекса); отличие состоит в том, что преступник использует не насилие (угрозу насилия), а ту или иную зависимость потерпевшего (потерпевшей) от преступника (материальную, служебную и т. п.), угрозу имуществу, шантаж и тому подобное.
Отдельным видом сексуального преступления является растление — половое сношение с лицом младше 16 лет без применения насилия (статья 134 Уголовного кодекса) или развратные действия в отношении такого лица (статья 135 Уголовного кодекса). Однако если преступления, наказуемые согласно этим статьям, совершены в отношении лица, не достигшего 12 лет, то они приравниваются к изнасилованию или насильственным действиям сексуального характера, поскольку такое лицо находится в беспомощном состоянии в силу возраста (согласно Федеральному закону № 14-ФЗ от 29 февраля 2012 г.).
Российское законодательство предусматривает в качестве наказания за изнасилование (а также за насильственные действия сексуального характера) лишение свободы сроком от 3 до 6 лет, а при наличии квалифицирующих признаков — до 20 лет лишения свободы, если изнасилование совершено в отношении несовершеннолетней. Максимальным наказанием за изнасилование двух и более несовершеннолетних является пожизненное заключение. Кроме того, любое растление лиц до 12 лет может быть квалифицировано как изнасилование.

### В современном праве Соединённых Штатов Америки
Понятие изнасилования в праве Соединённых Штатов Америки (США) определяется существенно шире, чем в России. Половой акт с лицом, не достигшим возраста сексуального согласия, считается изнасилованием, даже если происходит при его полном и явно выраженном согласии.
Такие преступления квалифицируются согласно двум общефедеральным актам — «Закон о насилии в отношении женщин» (2013) и «Закон о предотвращении насилия в семье» (1984) и местному законодательству. В Калифорнии срок лишения свободы по ним составляет от 3 до 8 лет, в отношении несовершеннолетних — до 13 лет. В штате Вашингтон за тяжкие преступления сексуального характера (отягчающими являются использование оружия, преступления в отношении умственно неполноценного человека) грозит пожизненное заключение и (или) штраф в размере 50 000 долларов. В штате Монтана любое изнасилование карается пожизненным заключением, а если оно совершено повторно, то — смертной казнью.

### В современном праве Швеции
В 1965 году Швеция одной из первых в мире законодательно запретила изнасилование в браке. В 1984 году определение изнасилования включило насильственные гомосексуальные половые акты, а также насилие женщин по отношению к мужчинам. В 2005 году половое сношение с лицом в беспомощном состоянии (например, в результате интоксикации) также приравнивается к изнасилованию.
Современное шведское законодательство изнасилование идентифицирует не по факту принуждения, а при отсутствии выраженного добровольного согласия от партнёра. Добровольность участия должна быть выражена словами, действиями или иным образом. При этом участие не может считаться добровольным, если:
- лицо подвергалось побоям, насилию, угрозам преследования или насилия;
- преступник использует уязвимое положение жертвы (например, бессознательное состояние, сон, сильный ужас, интоксикацию, воздействие лекарственных или наркотических препаратов, физические увечья, психиатрические расстройства)[8].
- Преступник принуждает жертву к сношению, используя её зависимое положение от преступника.

Такие действия наказываются лишением свободы от двух до шести лет, а при отягчающих обстоятельствах (применение особой жестокости и угроз, юный возраст жертвы, групповое изнасилование и т. п.) — от пяти до десяти лет.
В 2018 году в уголовном кодексе появился новый термин oaktsam våldtäkt — «изнасилование по неосторожности» — насильственные действия, при которых лицо проявляло безразличие к недобровольности участия другого лица в половом акте. В прежней редакции закона для осуждения насильника требовалось доказать, что он совершил преступление намеренно. Теперь, когда в действие вступил закон о согласии, каждый обязан удостовериться в добровольности участия партнёра. Если это не было сделано, то уйти от ответственности просто по незнанию не удастся. Изнасилование по неосторожности карается лишением свободы до 4 лет.
Половое сношение с лицами младше 15 лет (а также с несовершеннолетними старше 15 лет, если преступник — их родственник, учитель, опекун или другое ответственное лицо) приравнивается к изнасилованию и наказывается тюремным заключением от двух до шести лет (при отягчающих обстоятельствах от пяти до десяти лет).
Таким образом, шведское законодательство об изнасилованиях базируется не на принципе принуждения (когда составом этого преступления является применение насилия и активное сопротивление жертвы), а на принципе изначальной добровольности секса.

## Медицинские и психологические вопросы

### Судебная медицина в расследовании изнасилований
При расследовании изнасилования в обязательном порядке производится судебно-медицинская экспертиза потерпевших и подозреваемых. У потерпевших проводится гинекологический осмотр, делаются необходимые анализы. Помимо этого, исследуется одежда и бельё потерпевших и подозреваемых. Все полученные в результате факты анализируются на предмет использования в качестве доказательств предполагаемого изнасилования. В частности, найденные следы спермы позволяют доказать совершение полового акта, а обнаруженные на теле потерпевших и подозреваемых следы борьбы могут свидетельствовать о том, что половой акт не был добровольным. Однако при определённых обстоятельствах ни следы ушибов на теле, ни следы недавнего лишения девственности не доказывают изнасилования (или вины конкретного подозреваемого). В других случаях никаких явных следов может и не быть (например, если изнасилование произведено без физического принуждения).
Экспертиза может оказаться безуспешной, в особенности если с момента изнасилования прошло достаточно много времени. Жертвам насилия рекомендуется немедленно обращаться в правоохранительные органы, сохранив одежду и бельё, в которых они были на момент изнасилования, ни в коем случае не стирая их.
Помимо факта изнасилования приходится учитывать степень вменяемости подозреваемого. Известно, что при ряде расстройств психики (например, при шизофрении) снижается степень самоконтроля и осознавания своих действий при сохранении или даже увеличении сексуальности. При сексомнии сексуальные действия всегда происходят в бессознательном состоянии. Это не позволяет считать такие действия преступлениями, даже если потерпевшим нанесён физический и моральный вред. Имеются прецеденты, когда диагноз «сексомния» позволял снять обвинения в изнасиловании.

### Последствия изнасилования
В результате перенесённого изнасилования жертва испытывает посттравматическое стрессовое расстройство (ПТСР) — эмоциональную и психологическую реакцию, характерную для переживших тяжёлый шок, в частности военные конфликты и природные катаклизмы.
ПТСР у жертв изнасилования, или синдром травмы изнасилования, проявляется немедленно после изнасилования и продолжается на протяжении нескольких лет. В ряде случаев психологические последствия изнасилования ощущаются жертвами в течение всей жизни.
Немедленно после изнасилования наступает острая фаза. В первые часы жертва может вести себя «экспрессивно», казаться истеричной, переживать приступы плача и беспокойства или, напротив, вести себя «сдержанно», проявлять мало эмоций (что, скорее всего, указывает на состояние шока).
В первые несколько недель присутствуют физические последствия: физическая травма, напряжение скелетных мышц, урогенитальные нарушения и другие — и эмоциональные реакции: чувство вины, стыд, беспомощность, неверие, страх и другие. Почти все жертвы изнасилования впадают в тяжёлую депрессию.
Впоследствии пережившие изнасилование продолжают испытывать тревожность и страх, чувство вины за совершённое в отношении них преступление, нарушения сна, сексуальные нарушения, флешбеки, нарушения повседневной и социальной жизни.
Психологическую помощь пострадавшим от изнасилований, а также от других видов насилия оказывают кризисные центры. Некоторые из них также предоставляют юридические консультации.

#### Наступление беременности в результате изнасилования
По современным научным данным, вероятность наступления беременности не зависит от того, был ли половой акт добровольным или насильственным, и составляет примерно 5 % в обоих случаях. Любая женщина, способная к овуляции, может забеременеть после изнасилования плодовитым мужчиной. Даже в развитых демократических странах с репродуктивной свободой, доступной медицинской помощью, правовой и социальной защитой женщин, такая потерпевшая неизбежно оказывается перед психологически тяжёлым выбором между абортом, отказом от ребёнка и жизнью с таким ребёнком. Ситуация может ухудшиться в случае, если аборты запрещены даже в случае изнасилования, а общество склонно стигматизировать и отвергать забеременевшую в результате изнасилования и её ребёнка, а также при массовых изнасилованиях во время вооружённых конфликтов (иногда намеренно осуществляемых по этническим причинам), других изнасилованиях иностранцами, в случаях изнасилования малолетней или беспомощной.
Течение и исход беременности, наступившей в результате изнасилования, дальнейшая судьба матери и ребёнка могут быть различными, в том числе и вполне благополучными. Существует повышенный риск возникновения серьёзных психологических проблем в отношениях матери и ребёнка между собой и с другими людьми. В ряде стран и регионов возможны и юридические проблемы; так, в некоторых штатах США насильник, являющийся биологическим отцом ребёнка, имеет родительские права на него.

### Мотивация насильников
Широко распространённое мнение, что преступник, совершающий изнасилование, делает это ради получения сексуального удовлетворения, не находит подтверждения в серьёзных исследованиях.
Так, исследования выявленных насильников показали, что большинство из них в результате изнасилования получает очень мало или вообще никакого сексуального удовольствия:

Сам секс во время изнасилования вызывает у преступников разочарование и даже отвращение. Когда насильники говорят об удовольствии от изнасилования, то это удовольствие от агрессии и чувства власти над жертвой, её действиями и её жизнью. По словам одного из опрошенных насильников: «Мне доставляло удовольствие знание того, что она ничего не может поделать».— A. Nicholas Groth with H. Jean Birnbaum, Men Who Rape: The Psychology of the Offender
Как показывают исследования, основная мотивация насильников — это стремление к власти над жертвой или стремление выместить на ней свою злость. Именно поэтому большинство насильников не стремятся выбрать наиболее привлекательную для себя жертву — они выбирают такие обстоятельства, которые позволят им совершить преступление и остаться безнаказанными.
К факторам, увеличивающим для людей риск совершения ими изнасилования, относятся употребление алкоголя и наркотиков, повышенная вероятность возложения ответственности за совершённое ими изнасилование на жертву, недостаточная информированность о последствиях изнасилования для жертвы, импульсивность и антисоциальные тенденции, презрительное отношение к женщинам (мизогиния) или мужчинам (мизандрия), принадлежность к преступной группировке, дружба с сексуально агрессивными людьми, перенесение сексуального насилия в детстве, а также детство в патриархальной или матриархальной семье.
Исследование, проведённое Маршаллом и другими в 2001 году, показало, что насильники-мужчины проявляют меньше эмпатии к женщинам, пострадавшим от сексуального насилия, и больше враждебности к женщинам, чем правонарушители, не совершавшие половых преступлений, а также чем мужчины и женщины, не являющиеся правонарушителями.
Ярким примером изнасилований как способов выражения злости и ярости являются «корректирующие изнасилования», получившие распространение, в частности, в Южно-Африканской Республике (ЮАР) — изнасилования лесбиянок мужчинами с целью изменения у жертв «неправильной» гомосексуальной ориентации на «правильную» гетеросексуальную.
В той же ЮАР, а также, по некоторым данным, соседних Замбии, Зимбабве и Нигерии существует являющийся одной из причин роста числа случаев сексуального насилия в отношении детей миф, что совокупление с девственницей излечивает мужчин от ВИЧ и СПИДа.

## Статистика

### Российская Федерация
По официальным данным МВД России, преступлений, охарактеризованных как изнасилование или покушение на изнасилование, в 2005 году было совершено 9,2 тыс., а в 2017 году — 3,5 тыс.
По данным Судебного департамента при Верховном Суде России, число осуждённых за изнасилования ежегодно снижается с 2006 года и составляло соответственно: 6912 человек в 2006 году и 2895 лиц в 2014 году.
Замначальника управления уголовного розыска ГУВМ МВД Москвы Михаил Трубников заявил, что в Москве примерно 75 % изнасилований совершают приезжие не из московского региона, при этом около 90 % правонарушителей из Таджикистана, Узбекистана и Киргизии.

### Соединённые Штаты Америки
Согласно исследованию для департамента юстиции США, сделанному[кем?] в 2007 году, 18 % взрослых американок подвергалось изнасилованию по крайней мере один раз в жизни. За последний год было изнасиловано 0,94 % опрошенных. Только о 16 % всех изнасилований были поданы заявления в полицию. Эти данные примерно совпадают с данными других аналогичных исследований и, таким образом, достаточно надёжно отражают реальную картину.
Однако следует учитывать более широкое, чем в России, определение, что считается изнасилованием в США.

### Южно-Африканская Республика
Согласно исследованию, проведённому Организацией Объединённых Наций в 1998—2000 годах, первое место в мире по количеству изнасилований на душу населения заняла Южно-Африканская Республика. По оценкам, за год в ЮАР происходит 500 000 изнасилований.
Известно, что для женщины, родившейся в ЮАР, вероятность стать жертвой изнасилования выше, чем вероятность научиться читать. В 1998 году, по данным африканского отделения организации Community Information, Empowerment and Transparency (CIET), была изнасилована каждая третья из 4000 опрошенных в Йоханнесбурге женщин.
Более 25 % южноафриканских мужчин, опрошенных Южноафриканским советом по медицинским исследованиям в 2009 году, заявили, что совершали изнасилования, и почти каждый второй из давших такой ответ признался, что изнасиловал нескольких человек.
ЮАР находится на одном из первых мест в мире по количеству изнасилований несовершеннолетних. В 2000 году в ЮАР было зарегистрировано более 67 000 случаев изнасилований и сексуальных посягательств, жертвами которых стали дети. Органы опеки и попечительства считают, что количество незарегистрированных случаев может быть в 10 раз выше этих цифр.
Опрос CIET показал, что 60 % несовершеннолетних обоих полов не считают насилием принуждение знакомого человека к сексу, а примерно 11 % юношей и 4 % девушек признались, что принуждали других к сексу с ними.

### Демократическая Республика Конго
Согласно исследованию учёных США, в Демократической Республике Конго ежедневно насилуют более тысячи женщин. По статистическим выкладкам, опубликованным в научном издании The American Journal of Public Health, только за 12 месяцев в период с 2006 по 2007 год в Конго подверглись сексуальному насилию 400 тысяч женщин. В среднем каждая 29-я женщина в стране хотя бы раз была изнасилована. В обширных лесах этой страны от властей скрываются тысячи боевиков, которые регулярно нападают на мирное население. По мнению наблюдателей, они насилуют женщин с целью разрушить общественные связи между конголезцами.

### Швеция
Специфика учёта изнасилований в Швеции делает невозможным корректное сравнение показателей с другими странами.
- Первоначально зарегистрированное обращение об изнасиловании будет отражено в статистике соответствующих преступлений, даже если позже будет переквалифицировано или состава преступления не выявят[38].
- Каждый акт изнасилования считается отдельным преступлением[37]. Также если женщину изнасиловали и убили, то в статистику отдельно попадут и изнасилование, и убийство[38].
- Статистика формируется по году заявления, а не по году совершения преступления. Например, об изнасилованиях в семье могут заявить спустя годы после совершения преступления[38].
- С 2018 года любое недобровольное половое сношение считается изнасилованием[11], что объединяет в эту графу статистики много преступлений, которые в других странах учитываются по-другому.
- Полиция и прокуратура обязаны расследовать все правонарушения, о которых им стало известно. Это приводит к более частой регистрации правонарушений, чем в системах, где классификация преступлений может стать предметом сделки между обвинением и защитой[38].
- Шведские женщины доверяют правоохранительным органам и более склонны сообщать об изнасилованиях[8][9][38].
- В Швеции не принято виктимизировать жертв изнасилования[9][38]. Государство, муниципальные власти и общественные организации оказывают им моральную и юридическую поддержку[9][39][40][41][42].

Государственный совет по предупреждению преступности Brå в своём отчёте за 2020 год подчёркивает, что если бы в Швеции использовались такие же подходы к профильному законодательству и статистическому учёту, как, например, в Германии, то количество изнасилований в стране уменьшилось бы на три четверти. В таком случае, согласно Brå, Швеция оказалась бы где-то посередине в рейтинге изнасилований Евростата.
В 2018 году было зарегистрировано 7958 заявлений об изнасиловании (на 589 больше, чем в предыдущем году), что составляет 78 случаев на 100 тысяч человек. Из них взрослых женщин — 4273 заявлений (42 случая на 100 тысяч человек), а детей до 15 лет — 2295 (23 случая на 100 тысяч). Швеция является лидером по зарегистрированным изнасилованиям в Европе. По данным Евростата в 2016 году Швеция занимала второе место в Европе по зарегистрированным изнасилованиям (64,06 случаев на 100 тысяч человек), уступая Англии и Уэльсу (71,05 случаев), где также действует законодательство об изнасиловании, основанное на принципе согласия. В то же время, согласно статистике ООН, в Швеции один из самых высоких в Европе уровень обвинительных приговоров за изнасилования. В 2010 году эта цифра составила 3,7 приговора на 100 тысяч человек. С другой стороны, представители феминистского движения, например Наоми Вульф, считают, что в Швеции наоборот самый низкий уровень в Европе соответствующих обвинительных приговоров.
Исследователи утверждают, что возможность совершить изнасилование зависит не столько от этнического происхождения, сколько от плохих социально-экономических условий, в которых вырос человек.
| Год  | Количество заявленных изнасилований | Количество судебных приговоров | Примечания                                                                           |
| 1950 | 350                                 | N/A                            |                                                                                      |
| 1966 | 660                                 | N/A                            | Действует запрет на изнасилование в браке                                            |
| 1975 | 769                                 | 109                            |                                                                                      |
| 1985 | 1035                                | 129                            | Гендерно-нейтральное определение изнасилования                                       |
| 1995 | 1707                                | 133                            |                                                                                      |
| 2006 | 4208                                | 227                            | Действует закон, приравнивающий секс с лицом в беспомощном состоянии к изнасилованию |
| 2014 | 6697                                | 195                            |                                                                                      |
| 2015 | 5918                                | 176                            | Европейский миграционный кризис. Швеция принимает 163 тысячи беженцев                |
| 2016 | 6715                                | 171                            |                                                                                      |
| 2017 | 7369                                | 190                            | За год до принятия закона о согласии                                                 |
| 2018 | 7958                                | 224                            | Закон о согласии вступил в действие летом 2018 года                                  |

## Изнасилование в местах заключения
В местах заключения женщины, а иногда и мужчины часто подвергаются насилию.

## Групповое изнасилование
В мире известно также групповое изнасилование — это изнасилование, которое совершают два и больше правонарушителя (чаще всего — трое).
Согласно исследованиям, в развитых индустриальных обществах доля групповых изнасилований доходит до 70 % (по другим данным, до 20 %).

## Ложное обвинение в изнасиловании
Ложное обвинение в изнасиловании — заявление об изнасиловании, которого в действительности не было. Распространённость явления плохо поддаётся оценке, поскольку в официальной статистике разных стран подобные обвинения обычно попадают в категорию не возбуждённых уголовных дел как «дела с недостаточными основаниями». Таким образом, статистика опирается исключительно на дела, доведённые следствием до суда, в котором и была доказана ложность обвинений. Согласно отчёту ФБР Uniform Crime Report («Единый отчёт о преступности») от 1996 года и Минюста от 1997 года, 8 % обвинений в сексуальном насилии с применением силы были признаны ложными. В некоторых других странах, оглашавших статистику, показатель варьируется от 1,5 % (Дания) до 2—4 % (Канада).
Подобные цифры подвергаются критике со стороны некоторых исследователей. По их словам, следует смотреть на общее число обвинений, а не на небольшое количество доходящих до суда. Так, наблюдения, проводившиеся в США в отдельных небольших городах и в университетских кампусах в течение нескольких лет, показали, что от 41 % до 50 % обвинений в сексуальном насилии были идентифицированы полицией как ложные. Расследование, проведённое в Военно-воздушных силах США в 1985 году, выявило 556 обвинений в изнасиловании, более половины из которых было признано командованием ВВС ложными. Согласно официальному годовому отчёту Пентагона в 2012 году, 17 % обвинений в сексуальном насилии в ВС США были признаны командованием необоснованными и не подлежащими судебному преследованию. В отчёте также было указано на стремительный рост ложных обвинений, по сравнению с прошлыми годами. Значительное число обвинительных приговоров являются результатом соглашения о признании вины. Иными словами, ложно обвинённый человек соглашается признать себя виновным, чтобы избежать лишения свободы.